# Ølstykke FC
Ølstykke FC is een Deense voetbalclub uit Ølstykke. De club werd op 18 mei 1918 opgericht als Ølstykke Idrætsforening. De club was ook actief in basketbal en in 1986 scheidde de voetbalafdeling zich af en nam de huidige naam aan. Sinds 2002 speelt de club in de eerste divisie (tweede klasse).

## Eindklasseringen
| Seizoen   | №  | Clubs | Divisie           | Duels | Winst | Gelijk | Verlies | Doelsaldo | Punten | Tsch |
| --------- | -- | ----- | ----------------- | ----- | ----- | ------ | ------- | --------- | ------ | ---- |
| 2000–2001 | 15 | 16    | 1. division       | 30    | 8     | 6      | 16      | 38–76     | 30     |      |
| 2002–2003 | 8  | 16    | 1. division       | 30    | 11    | 8      | 11      | 65–61     | 41     |      |
| 2003–2004 | 7  | 16    | 1. division       | 30    | 13    | 4      | 13      | 59–53     | 43     |      |
| 2004–2005 | 13 | 16    | 1. division       | 30    | 7     | 6      | 17      | 39–68     | 30     |      |
| 2005–2006 | 8  | 16    | 1. division       | 30    | 12    | 5      | 13      | 41–40     | 41     |      |
| 2006–2007 | 12 | 16    | 1. division       | 30    | 8     | 6      | 16      | 36–41     | 30     | 576  |
| 2007–2008 | 16 | 16    | 1. division       | 30    | 4     | 6      | 20      | 20–61     | 18     | 403  |
| 2008–2009 | 10 | 16    | 2. division (Øst) | 30    | 10    | 7      | 13      | 50–62     | 37     | 417  |

## Bekende (ex-)spelers
- Jesper Christiansen
- Mads Junker
- Dževdet Šainovski